# شاپرک‌واران کرم میوه
سرگین‌ریخت‌واران یا شاپرک‌واران کرم میوه (نام علمی: Copromorphoidea) نام یک بالاخانواده از راسته پروانه‌سانان است.